# The Only Way Out (film 1915)
The Only Way Out è un cortometraggio muto del 1915 prodotto dalla Lubin con la sceneggiatura di Shannon Fife. Il nome del regista non viene riportato nei credit del film che aveva come interpreti Rosetta Brice, John Ince, Walter Marshall, Francis Joyner, Walter Law.

## Produzione
Il film fu prodotto dalla Lubin Manufacturing Company.

## Distribuzione
Distribuito dalla General Film Company, il film - un cortometraggio di 750 metri - uscì nelle sale statunitensi il 18 marzo 1915.